# G.H.V. Feddersen
Gustav Hakon Valdemar Feddersen (født 1. juli 1848 i København, død 11. september 1912) var en dansk stiftamtmand, gift med kvindesagsforkæmperen Astrid Stampe Feddersen og broder til Peter Feddersen.
Feddersen var søn af guvernør, kammerherre Hans Ditmar Frederik Feddersen og hustru Hanne f. Deegen, blev student fra Herlufsholm 1867, cand.jur. 1877, assistent i Generaldirektoratet for Skattevæsenet samme år, i Indenrigsministeriet 1880 og fuldmægtig 1893. 1895 blev han amtmand over Ringkjøbing Amt og 1903 blev han stiftamtmand over Lolland-Falsters Stift og amtmand over Maribo Amt.
Han var formand i bestyrelsen for Kronprins Frederiks Fond 1897-1903, medlem af Vemb-Lemvig Banens bestyrelse 1897-1903 og af Lemvig-Thyborøn Banens bestyrelse 1900-03. Han var Kommandør af 1. grad af Dannebrog og Dannebrogsmand.
| Efterfulgte: C.L.A. Benzon                 | Amtmand over Ringkjøbing Amt 1895 - 1903             | Efterfulgtes af: H.C. Dons       |
| Efterfulgte: Conrad Fabritius de Tengnagel | Stiftamtmand over Lolland-Falsters Stift 1903 - 1912 | Efterfulgtes af: Waldemar Oxholm |
| Efterfulgte: Conrad Fabritius de Tengnagel | Amtmand over Maribo Amt 1903 - 1912                  | Efterfulgtes af: Waldemar Oxholm |